# Macrozelima scripta
Macrozelima scripta är en tvåvingeart som beskrevs av Heikki Hippa 1978. Macrozelima scripta ingår i släktet Macrozelima och familjen blomflugor.
Artens utbredningsområde är Myanmar. Inga underarter finns listade i Catalogue of Life.